# Webster (Massachusetts)
Webster je město v okrese Worcester County ve státě Massachusetts ve Spojených státech amerických. V roce 2010 zde žilo 16 757 obyvatel. Město bylo založeno v roce 1713. Západně od města leží jezero Chaubunagungamaug.